# Tresson
Tresson é uma comuna francesa na região administrativa do País do Loire, no departamento de Sarthe. Estende-se por uma área de 29.6 km². Em 2010 a comuna tinha 483 habitantes (densidade: 16,3 hab./km²).